# Centro Cultural Casona Dubois
El Centro Cultural Casona Dubois está ubicado en la comuna de Quinta Normal en la ciudad de Santiago, Chile. Fue inaugurado en 2011 y está en el centro geográfico de dicha comuna, en el Parque Dubois, conocido como la «manzana cultural», junto con su Biblioteca Pública Municipal y Teatro Municipal, que concentran la oferta cultural de su municipalidad. La casona fue construida en 1912 para ser la residencia de la familia Dubois.

## Historia
Andrés Dubois fue ingeniero francés que llegó a Chile a inicios del siglo XX con su esposa Rose Biravel, contratado por el gobierno chileno para instalar la iluminaria a gas público en Santiago Poniente.
En 1904 deciden radicarse en Chile y compran los terrenos de la manzana comprendida entre las que hoy son las calles Mapocho, Radal, Ayuntamiento y Padre Tadeo, los cuales eran paños de cultivos.
En 1908 ya consolidados en Chile, Andrés Dubois comienza la construcción de la casona, tomando el modelo de arquitectura ecléctica predominante en Europa y buscando construir un reflejo de lo que era su Francia distante y para ello también necesitaban que el parque que la rodearía tuviera la misma esencia.
El parque fue diseñado por su hermano George Dubois, un destacado paisajista formado en École d'horticulture de Versailles, quien además fue responsable de diseñar el Parque Forestal, los jardines del Parque Quinta Normal, del Congreso Nacional, entre otros.
Andrés Dubois logra terminar la primera etapa de la casona en cuatro años, esto quiere decir que la primera etapa estuvo lista para el año 1912, la cual corresponde a la construcción mansarda y mirador.
En esta época comienza la Primera Guerra Mundial, lo cual provoca que Andrés Dubois debe volver a Francia para entrar al ejército. En 1920, cuando ya ha acabado la guerra, vuelve a Chile y comienza la segunda etapa de construcción de la Casona, la cual fue construida con su fachada principal mirando hacia la avenida Mapocho.
En los años 1960 hubo una tercera parte de la construcción, donde se hicieron una serie de ampliaciones en el primer piso destinadas a recintos de servicios. Esta ampliación fueron realizadas por María Margarita Ivett Darlarn, hijastra del matrimonio, en conjunto con su esposo Víctor Corumarenko, quienes vivían en la Casona para esos años. 
En los años 1970, con la llegada de la Unidad Popular, la Casona cambia por primera vez de dueños, ya que es objeto de una toma popular la cual dura más de tres años.
La casona fue posteriormente remodelada, y posee aproximadamente 600 metros cuadrados, tiene un subterráneo y dos plantas y dos torres que permiten desde estas llegar a un tercer piso. Al estar recientemente remodelada, la Casona se conserva en un muy buen estado, siendo cuidada y utilizada por la Municipalidad de Quinta Normal como un Centro cultural para la comunidad.

## Centro cultural

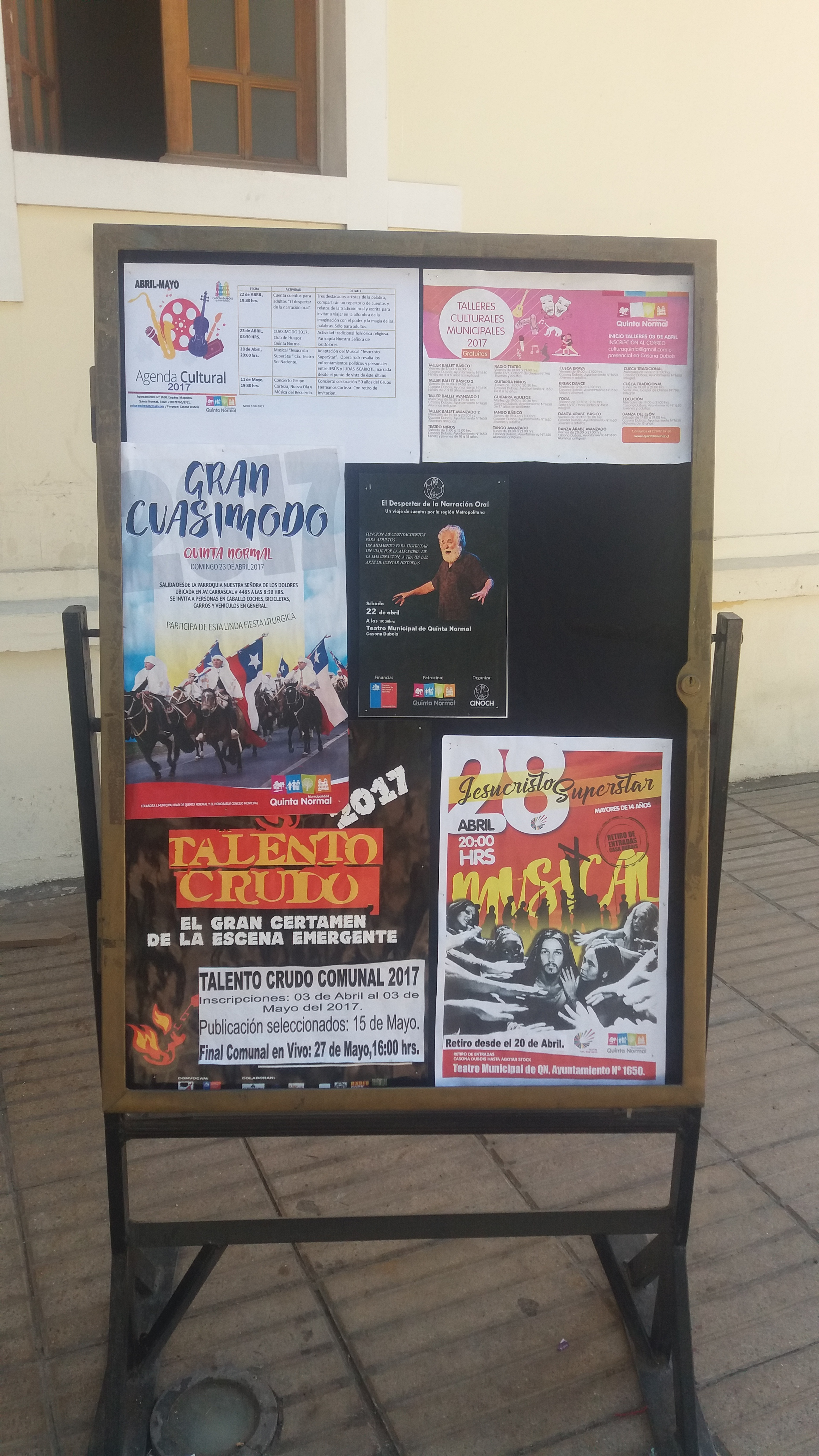
Tabla de actividades en 2017.

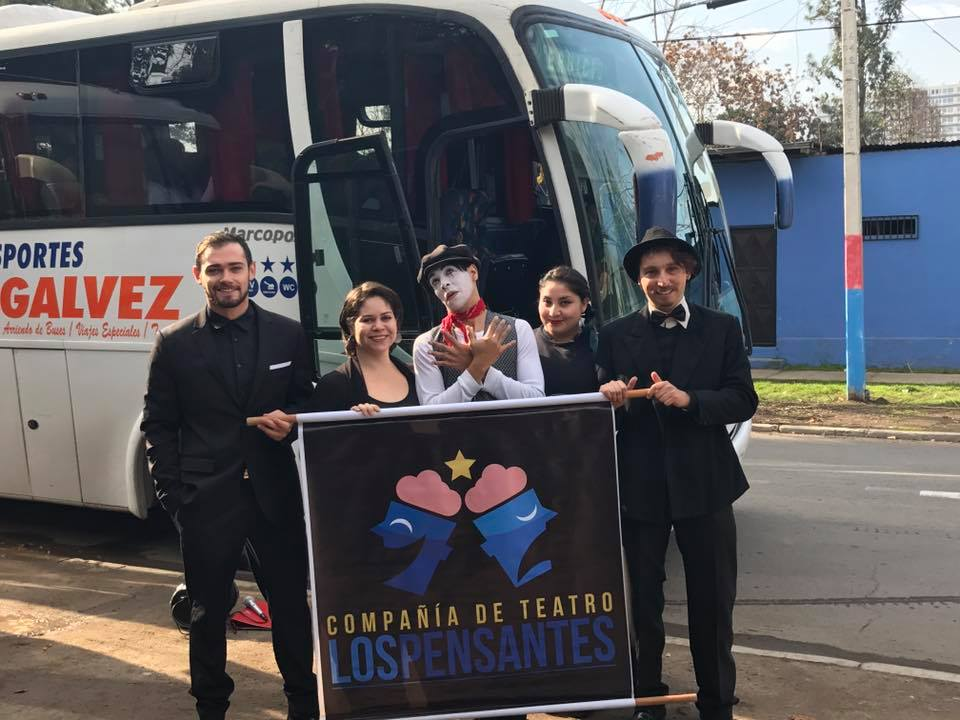
Rutas Patrimoniales de Quinta Normal por la Compañía de Teatro "Los Pensantes". Coordinadas por el actor Julio César Serrano y dentro del elenco Ignacio Susperreguy.

Luego de haber pasado muchos años abandonada, la Casona comenzó por fin a ser remodelada. Esta remodelación empezó en el año 2008 y tras dos años de trabajo se logró reinaugurar la Casona en febrero del 2011, gracias al Municipio de Quinta Normal junto con el Consejo Nacional de la Cultura y las Artes, que decidieron remodelarla para convertirla en un centro cultural con salas de estudios, teatro, danza, salas de ensayo, entre otros. 
La inauguración del Centro Cultural Casona Dubois estaba dentro de un proyecto que proponía que hacia el año 2015 el país pudiera tener una red de 52 centros culturales construidos y funcionando.
Este centro cultural depende de la Municipalidad de Quinta Normal, y acoge un gran número de niños, jóvenes adultos y adultos mayores, que desarrollan actividades de carácter artístico-cultural, como música, baile y artes escénicas, pero además también se desarrollan innumerables eventos culturales gratuitos para la comunidad y que siempre están actualizando en su página Web. 
Las instalaciones pueden ser utilizadas por vecinos de la comuna de Quinta Normal, como también por diversos colectivos artísticos, los cuales utilizan los espacios para sus ensayos, creación, montajes, estrenos, entre otros, proporcionando así un apoyo importante en el desarrollo de estos colectivos. Algunas bandas conocidas que han hecho uso de las salas de ensayos son la Sonora Palacios, 3x7 veintiuna y Grupo Corteza, estos últimos hijos ilustre de la comuna.
Desde el año 2015 a la fecha, el centro cultural y la compañía de Teatro Los Pensantes realizan todos los años las Rutas Patrimoniales por la comuna. Coordinadas por el actor Julio César Serrano. 
Entre sus actividades destaca Festi Quinta, La Granja Educativa, Fiesta de la Chilenidad, entre otras.
Cuenta con una agenda mensual de actividades culturales de acceso gratuito para los vecinos, de lo que se destacan disciplinas tales como: Teatro, Música, Artes Visuales, Artesanía, Circo, Danza, Folclore, entre otras.  
En agosto de 2018 es inaugurada la Plaza de la Cultura Casona Dubois, un nuevo espacio para las artes, donde se generan actividades masivas. Dentro de esta Manzana Cultural por la Avenida Mapocho, Ayuntamiento, Padre Tadeo y Avenida Radal se encuentra la Biblioteca Pública Municipal, el Centro Cultural Casona Dubois y el Teatro Municipal de la comuna. 

### Talleres
Los talleres impartidos por el Centro Cultural son exclusivamente para los vecinos de la comuna, poseen cupos limitados. Algunos de los impartidos son:
- Ballet básico I
- Ballet básico II
- Ballet avanzado I
- Ballet avanzado II
- Teatro niños
- Radioteatro
- Guitarra niños
- Guitarra adultos
- Tango básico
- Tango avanzado
- Cueca brava
- Break dance
- Yoga
- Danza árabe básico
- Danza árabe avanzado
- Cueca tradicional

## Leyenda urbana
La casona hace muchos años se ha visto envuelta en varios tipos de leyendas urbanas que logran rodear de cierto misticismo al edificio. Una de ellas es que se dice que el matrimonio Dubois no podía tener hijos, por ello recurrieron a los servicios de una bruja quien les hizo poner un par de gárgolas en el jardín de la casa. Éstas tenían el pico de un ave y senos de mujer. Se dice que eran muy aterradoras, pero que eran símbolo de la fertilidad. 
Al poco tiempo de haber puesto las gárgolas, según la leyenda, la señora Rose Biravel quedó embarazada, pero el bebé nació deforme, provocando que el Señor Dubois enloqueciera y matara al niño con sus propias manos para luego enterrarlo en el jardín de la casa. La señora Dubois no pudo con tanto dolor y se suicidó colgándose dentro de una de las habitaciones de la casona. Mientras tanto el señor Dubois murió solo en la miseria, unos años más tarde.
Otro hecho que aumento las leyendas sobre la casona fue la teleserie Tic tac del canal Televisión Nacional de Chile, pues la casona fue su principal set de filmación, que además trataba sobre un fantasma de los años 1920 que moraba en una casa embrujada con pasillos secretos y acontecimientos misteriosos. Cuando las grabaciones dieron por finalizadas, los curiosos no se hicieron esperar y se acercaron a la casona para comprobar por ellos mismos si eran ciertas o no las historias que se decían de la Casona.
Por otro lado muchos canales de televisión como TVN, Canal 13, La red, y Mega se han visto atraídos por esta historia y han hecho varios reportajes y enlaces en programas matinales, llevando a personas expertas en sucesos paranormales para señalar si suceden o no dichos sucesos en la Casona, tratando de afirmar lo que contaba la leyenda de la Casona Dubois.

## Galería

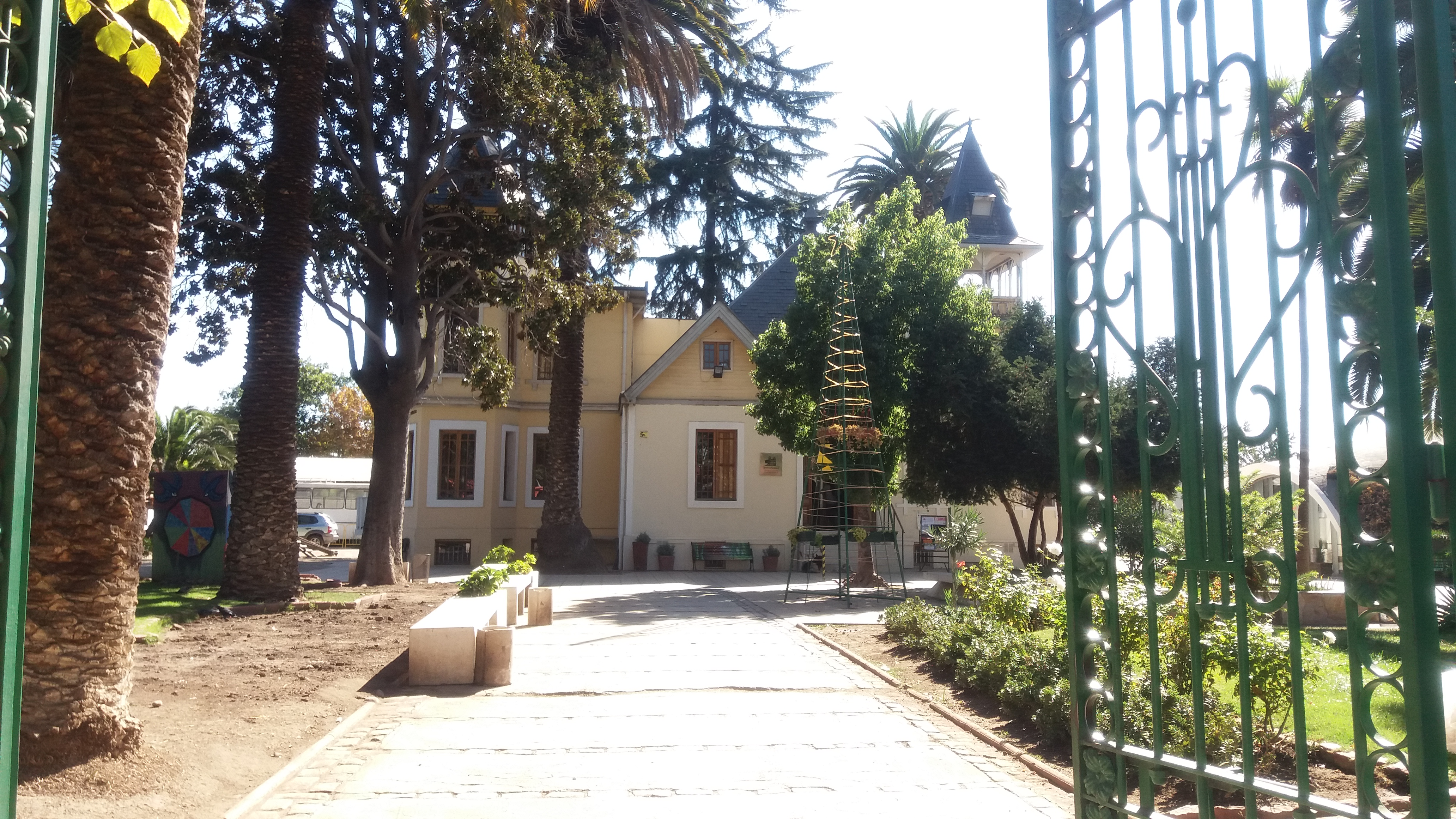
Fachada este
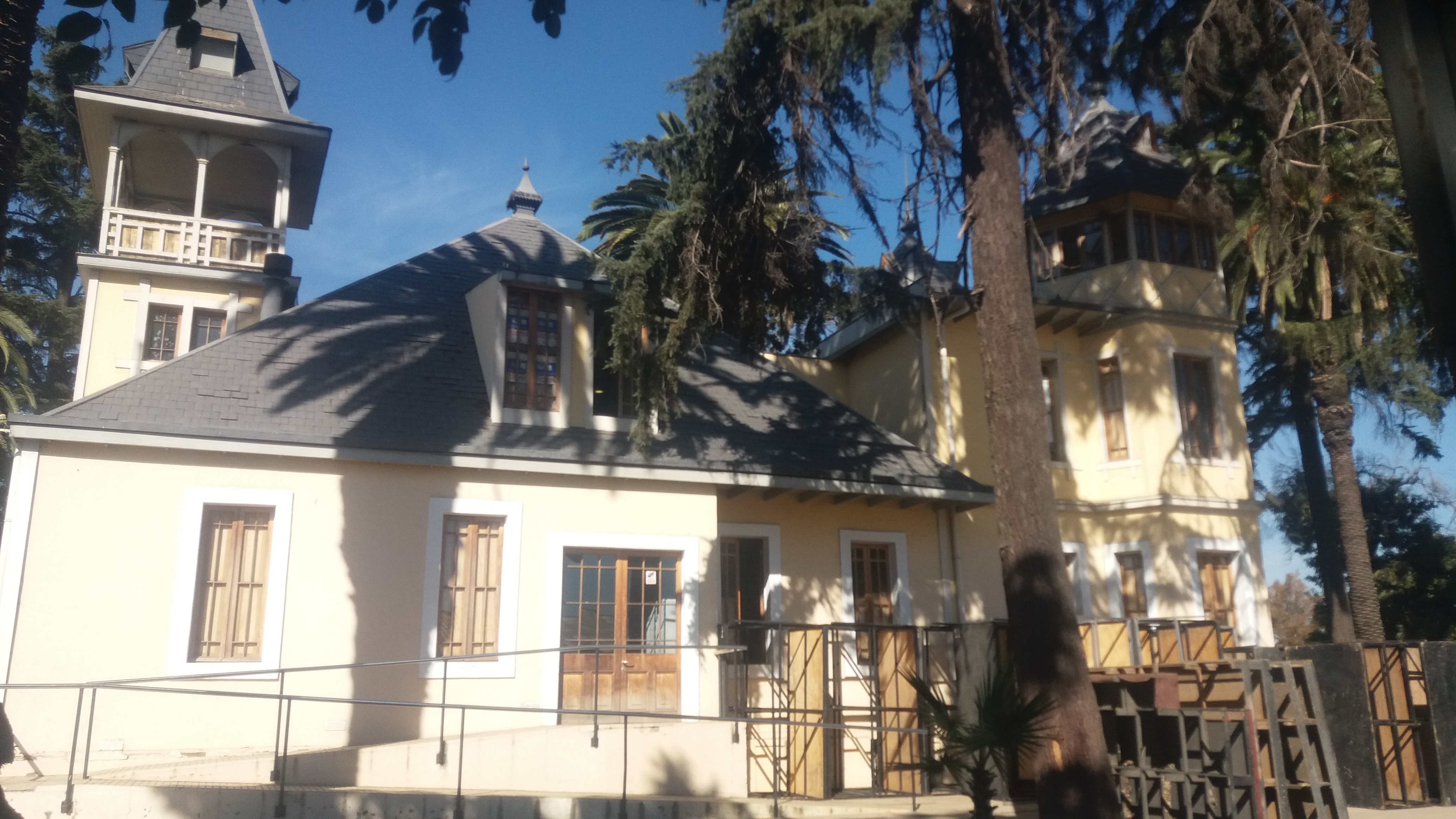
Fachada oeste
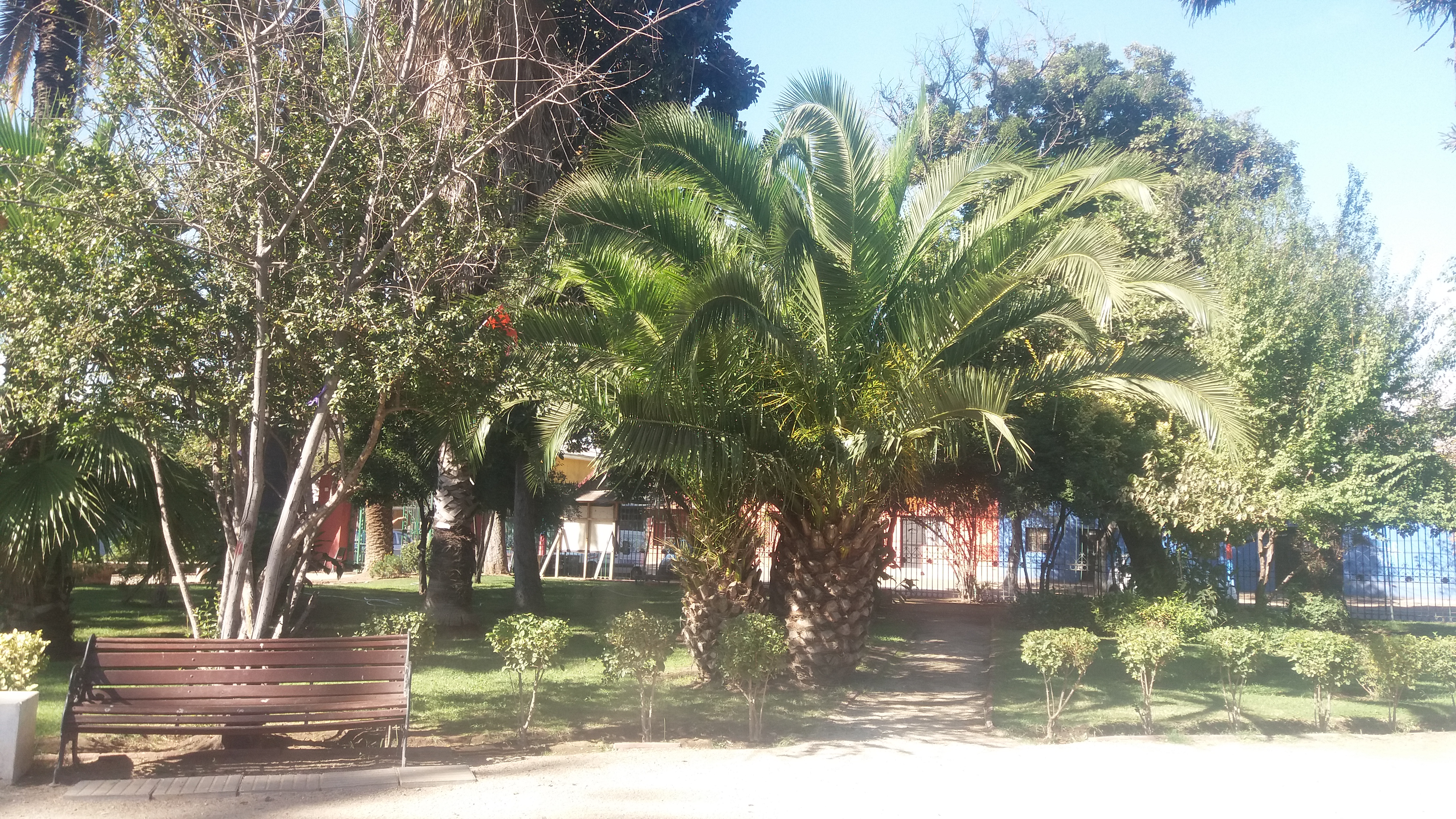
Vista del parque